# 恐竜家族
『恐竜家族』（きょうりゅうかぞく、Dinosaurs）は、アメリカ合衆国のテレビドラマ。1991年4月26日から1994年7月20日までABCにて放送された。日本では1995年4月8日から1996年7月6日までNHK教育にて放送された。全5シーズン、65話。放送終了後の1996年7月27日から2000年7月20日までは同局での再放送が断続的に続いていたが、2003年11月19日からはディズニーチャンネルでも再放送された。

## 概要
舞台は、恐竜全盛期（6000万年前）のパンジア大陸。このドラマでの恐竜は現在の人間と変わらない生活を送っていた。ストーリーは一話完結型で、毎回シンクレア一家が様々な問題に立ち向かっていくホームコメディ。
「役者」は人間大に作られたマペット人形たちだが、そのリアルな動きや表情がきわめて人間臭い演技をすることで、リアリティのある「ドラマ」に仕上がっている。
就学後や連休の児童向けドラマではあるが、反戦運動、環境問題、ドラッグ、セクハラ、人種差別、格差社会、職業差別、男女共同参画社会、企業のモラルハザードなど、児童には理解しにくい面がある。また大抵のエピソードではマスメディアの問題が提起されている。テレビの報道により簡単に影響されてしまう、愚かな大衆がたびたび見受けられるのが本ドラマの特徴でもある。シーズン1の第3話は、長女・シャーリーンの飲酒シーンがあるため日本では未放送である（未成年の飲酒シーンが日本の放送コードで禁止されているため）。
とはいえ、最終シーズン最終回以外は毎回コメディらしいハッピーエンドで終わる構成で、子供にも安心して見せられる番組になっている。

## 登場キャラクター
アール・シンクレア
声 - スチュアート・パンキン / 演 - ビル・バレッタ / 日本語吹替 - 樋浦勉
本ドラマの主人公で、泣く子も「笑う」メガロサウルス。職業は超巨大企業We say so社の材木倒し。いい加減でやる気がなく、周りに影響されやすい。家庭内ではピスタチオナッツを齧りながら、アール曰くミスター・テレビの相手をするのを無上の楽しみとしており、それゆえか普段は子どもたちから軽蔑されている。アメリカのレッドネック層に通じるキャラクター設定がされているようで何事に対しても保守的だが、妻のフランや子どもたちの意見に耳を傾け、自分なりに正しいと判断して行動することもある。馬鹿を絵に描いたような部分もあるが、根は善良であり、視聴者の視点に近い人物として描かれている。
フランシス「フラン」・シンクレア
声 - ジェシカ・ウォルター / 演 - トニー・サビン・プリンス / 日本語吹替 - 小宮和枝
アールの妻で、専業主婦。アールを陰で支えるしっかり者だが、フェミニストの親友モニカに焚きつけられるなどして、時々主婦業に不満を感じることもある。ロビーと並ぶこのドラマの数少ない良心であり、ちゃらんぽらんなアールにツッコミを入れる役で、無知で保守的なアールと異なりいろいろなことに理解がある。アメリカのヤンキー層に通じるキャラクター設定がされていると考えられ、かなり独善的で強引なところもあるが、それを根拠に家族が悪い方向に流されそうな時には歯止めをかける役になるも、結局フラン自身すら流されてしまうこともある。
ロバート「ロビー」・マーク・シンクレア
声 - ジェイソン・ウィリンガー/ 演 - リーフ・ティルデン / 日本語吹替 - 矢尾一樹
アールの息子で長男。人間で言うと15，6歳である。基本的に利発でしっかりした息子。好きな恐竜もいるし、ロックが大好きないわゆる今時の高校生であるが、傾向はリベラルで家庭内に意識改革を持ち込むことが多く、封建的なアールとは社会に対する多くの見解がかみ合わない。
シャーリーン・シンクレア
声 - サリー・ストラザース/ 演 -  ミケラン・シスターズ / 日本語吹替 - 松本梨香
アールの娘でロビーの妹。典型的なティーンネイジャーの女の子で欲しいものはポケベル、服など。兄のロビーほど、というか勉強はまったく出来ない。しかし時々鋭いところがある。流行に流されやすく、悪いボーイフレンドに夢中になってしまうことも。
ベイビー・ブルース・シンクレア
声 - ケビン・クラッシュ / 日本語吹替 - 安西正弘
アールの息子で次男である。ベイビーという名前の通りまだ赤ん坊である。生まれてからシンクレア家では毎週何か事件が起こるため、名前を付け忘れたままになっており、ただ「ベイビー」で済ませている。1歳になって「あぁ、死にそうなんだ馬鹿もん」という名前をつけられたが、結局はベイビーに落ち着いた。赤ん坊らしくわがまま放題で家族全員に生意気な口をきくが、特にアールのことは完全に見下しており、フライパンで「ママじゃない奴（Not the Mama）」と言って叩くのが好き。好物はニンジン。
エセル・フィリップス
声 - フローレンス・スタンリー/ 演 - ブライアン・ヘンソン→リッキー・ボイド / 日本語吹替 - 京田尚子
フランの母親。寄る年波のせいで足が悪く、いつも車椅子に乗っている。上流階級出身でプライドが高いので、娘のフランがアールのような材木倒しと結婚したことを未だに承服できないでおり、ことあるごとにアールを「役立たずの太っちょの三段腹」「この唐変木めが」などとこき下ろし、孫たちに対しても辛辣なことをずけずけと言うので、アールはいつも悩まされている。
リッチフィールド
声 - シャーマン・ヘムズリー / 演 - スティーヴ・ホイットマイア / 日本語吹替 - 穂積隆信
アールの上司で、金欲の塊のオスのトリケラトプス。金儲けのためには全く似合っていない女装すらもいとわない。草食恐竜だが常に威圧的かつ高圧的で、気に入らないことがあれば相手が部下であろうが取引先のお客であろうが食べてしまうという恐ろしい性格。よくアール相手に職場で激怒しては事務所の低い天井を頭の角で壊してしまう。後に彼の金儲けの為の行動が氷河期のきっかけを作った。ウェンディ（日本語吹替 - 水谷優子）という名の娘がいる。
ロイ・ヘス
声 - サム・マクマレイ / 演 - ポンス・マール/ 日本語吹替 - 峰恵研
アールの同僚でもあり親友のティラノサウルス。アールとは親友で、頼りないところはあるものの、芯はしっかりしている。未だに独身であるためか、惚れっぽいところがある。モニカに惚れたこともあり、彼女を助ける為に偽装結婚をする。ミドルネームはデンジャラス。本人曰く「過激な名前だから」黙っているらしい。
スパイク
声 - クリストファー・メローニ/ 演 -  デヴィッド・グリーナウェイ/ 日本語吹替 - 郷里大輔→塩屋浩三
ロビーの親友。風体はアウトローだが基本的に穏やかで、ロビーには恋愛をはじめ様々なアドバイスを送る。男子学生の間で流行しているトゲロイドにも反対している。高校生ながらいろんなところにコネがあり、どこにでも顔が利く不思議な奴。
モニカ
声 - スージー・プラクソン / 日本語吹替 - 横尾まり
フランの親友で、不動産会社を経営している独身(離婚歴あり)のメスのブロントサウルス。レギュラー登場キャラクターのうち、四足歩行恐竜は彼女だけである。フランの親友だけあってしっかりものであるが、四足歩行恐竜なのでアールは彼女のことをあまり良く思っていない。たまにシンクレア家に遊びに来るが、巨大な体を持つためいつも窓から首だけ入ってくる形の出演である。極端なフェミニストで、何かにつけフランやシャーリーンにオスどもの悪行を説き、二人を焚きつける。二足歩行恐竜と四足歩行恐竜との間でいさかいが起きたときは、いつもアールを含めた二足歩行のオス恐竜どもからなじられるが、その都度巨体に物を言わせ、一撃でオスどもを黙らせる。意外にも弱点はセクハラ。
ハワード・ハンダップミー
声 - ケビン・クラッシュ /日本語吹替 - 稲葉実
DNNのニュースキャスター（CNNではない）。
エド
声 - マイケル・マッキーン / 演  - ポンス・マール/ 日本語吹替 - 広瀬正志、上田敏也〈代役〉
シド
日本語吹替 - 龍田直樹
ガス
日本語吹替 - 緒方賢一
ラルフ
日本語吹替 - 梁田清之
長老たち
声 - ジョー・フラハティ、ティム・カリー、他/ 演 -  マク・ウィルソン、アラン・トラウトマン、他/ 日本語吹替 - 加藤精三、他
パンゲアの行政、司法、立法を司るお偉い恐竜の方々で、選挙で選ばれる。長老の名称は役職と称号を兼ねており、その名称どおり年寄りが多い。それだけに保守的であり、ナッツ戦争のときは "We Are Right" を標語に掲げた。また都合の悪いことや失政の責任の多くは四足歩行の恐竜や原始人など、自分たちや We say so 社のような大企業以外のスケープゴートをまつりあげそれらへ押し付ける強引な政治手法をとり、一家がそれに巻き込まれるのが通例となっている。
フランソワ
声 - ブルース・ランノイル/ 日本語吹替 - 堀内賢雄
第35話にのみ登場。パンゲアとは別の国から、交換留学生としてシャーリーンと入れ代わりにシンクレア家にホームステイすることになった始祖鳥。本名は実はもっと長い。国では貴族で、それゆえか気位が高く、高慢で鼻持ちならない。その国の国民性として、一日中下らないテレビをだらだらと眺めては大声をあげて笑っている。一家を見下したあまりに憎らしい態度を取り続けたので、最期はベイビーに食べられてしまうが、アールたちが死んだ息子の代わりに今よりもっと大きなテレビを贈ると約束すると、彼の両親は大喜びでそれを受け取る。

## 放映リスト
| 話数 | 話数 | サブタイトル               | 原題                            | 脚本                                                                  | 監督                   | 放送日           |
| ---- | ---- | -------------------------- | ------------------------------- | --------------------------------------------------------------------- | ---------------------- | ---------------- |
| 1    | 1    | 我らメガロザウルス！       | The Mighty Megalosaurus         | マイケル・ジェイコブス ボブ・ヤング                                   | ウィリアム・ディア     | 1995年 4月8日    |
| 2    | 2    | ダンスは すんだ！？        | The Mating Dance                | マイケル・ジェイコブス ボブ・ヤング                                   | レザ・バディーイ       | 4月15日          |
| 3    | 11   | パパは優秀社員             | Employee of the Month           | デヴィッド・A・キャプラン ブライアン・ラパン                          | レザ・バディーイ       | 4月22日          |
| -    | 3    | パパはおばあちゃんが苦手   | Hurling Day                     | ロブ・ウリン                                                          | トム・トルボヴィッチ   | 未放送、吹替あり |
| 4    | 4    | ティラノがライバル         | High Noon                       | ヴィクター・フレスコ                                                  | トム・トルボヴィッチ   | 4月29日          |
| 5    | 5    | 恐竜はつらいよ             | The Howling                     | ロブ・ウリン                                                          | ジェイ・デュービン     | 5月6日           |
| 6    | 9    | シャーリーンの悩み         | Charlene's Tale                 | ダヴァ・サヴェル                                                      | トム・トルボヴィッチ   | 5月13日          |
| 7    | 10   | おいしいともだち           | Endangered Species              | デヴィッド・A・キャプラン ブライアン・ラパン                          | ジェイ・デュービン     | 5月20日          |
| 8    | 8    | 大人になる日               | I Never Ate For My Father       | ロブ・ウリン                                                          | トム・トルボヴィッチ   | 5月27日          |
| 9    | 6    | 僕はスーパースター！？     | The Golden Child                | ダヴァ・サヴェル                                                      | トム・トルボヴィッチ   | 6月3日           |
| 10   | 7    | クイズに挑戦               | Family Challenge                | ティム・ドイル                                                        | ブルース・ビルソン     | 6月10日          |
| 11   | 12   | エサの反乱                 | When Food Goes Bad              | ティム・ドイル カーク・サッチャー                                     | パトリック・ジョンソン | 6月17日          |
| 12   | 21   | 恐竜をあばく！             | The Clip Show                   | ダヴァ・サヴェル ロブ・ウリン                                         | ジェイ・デュービン     | 6月24日          |
| 13   | 13   | ロビーの仕事は？           | Career Opportunities            | リチャード・デイ                                                      | ブルース・ビルソン     | 7月1日           |
| 14   | 14   | 別れてはみたものの         | Unmarried ... With Children     | デヴィッド・A・キャプラン ブライアン・ラパン                          | トム・トルボヴィッチ   | 7月8日           |
| 15   | 15   | ガールハント教室           | How to Pick Up Girls            | アンディ・グッドマン                                                  | ブルース・ビルソン     | 7月15日          |
| 16   | 16   | ボクはどこのベイビー？     | Switched at Birth               | ティム・ドイル                                                        | トム・トルボヴィッチ   | 7月22日          |
| 17   | 17   | 冷蔵庫の暑い一日           | Refrigerator Day                | ヴィクター・フレスコ                                                  | ブルース・ビルソン     | 7月29日          |
| 18   | 18   | 女だからって               | What "Sexual Harris" Meant      | デヴィッド・A・キャプラン ブライアン・ラパン                          | トム・トルボヴィッチ   | 8月5日           |
| 19   | 22   | 葉っぱでぼろぼろ           | A New Leaf                      | ロブ・ウリン                                                          | マーク・ブラル         | 8月26日          |
| 20   | 19   | ママのアドバイス           | Fran Live                       | ヴィクター・フレスコ                                                  | トム・トルボヴィッチ   | 9月2日           |
| 21   | 23   | ロビーは天才少年           | Power Erupts                    | アンディ・グッドマン                                                  | ブルース・ビルソン     | 9月9日           |
| 22   | 20   | おばあちゃんの霊界旅行     | The Last Temptation of Ethel    | ダヴァ・サヴェル                                                      | トム・トルボヴィッチ   | 9月16日          |
| 23   | 24   | ナッツ戦争 前編            | Nuts to War, Part 1             | スティーヴ・ペプーン                                                  | ブルース・ビルソン     | 9月23日          |
| 24   | 25   | ナッツ戦争 後編            | Nuts to War, Part 2             | デヴィッド・A・キャプラン ブライアン・ラパン                          | ブルース・ビルソン     | 9月30日          |
| 25   | 27   | ジャケットのささやき       | Slave To Fashion                | ダヴァ・サヴェル                                                      | トム・トルボヴィッチ   | 10月7日          |
| 26   | 28   | 戦う一家                   | Leader Of The Pack              | カーク・サッチャー                                                    | ブルース・ビルソン     | 10月14日         |
| 27   | 26   | そして勝ったのは…          | And The Winner Is...            | ロブ・ウリン ティム・ドイル                                           | トム・トルボヴィッチ   | 10月21日         |
| 28   | 29   | 父親の座                   | WESAYSO Knows Best              | ヴィクター・フレスコ                                                  | ブルース・ビルソン     | 10月28日         |
| 29   | 32   | 恐竜はテレビ好き           | Network Genius                  | ティム・ドイル                                                        | トム・トルボヴィッチ   | 11月4日          |
| 30   | 30   | 特訓!トイレのしつけ        | Nature Calls                    | アンディ・グッドマン カーク・サッチャー                               | ブライアン・ヘンソン   | 11月11日         |
| 31   | 31   | ベイビー・トーク           | Baby Talk                       | ヴィクター・フレスコ                                                  | ブルース・ビルソン     | 11月18日         |
| 32   | 33   | この土地は誰のもの？       | The Discovery                   | アンディ・グッドマン                                                  | トム・トルボヴィッチ   | 11月25日         |
| 33   | 47   | 若きロビーの悩み           | Dirty Dancin'                   | ティム・ドイル ロブ・ウリン                                           | ブルース・ビルソン     | 12月2日          |
| 34   | 35   | バイ菌との戦い             | Germ Warfare                    | ピーター・オッコ アダム・バール                                       | トム・トルボヴィッチ   | 12月9日          |
| 35   | 41   | 交換留学生                 | Getting To Know You             | デヴィッド・A・キャプラン ブライアン・ラパン                          | マーク・ブラル         | 12月16日         |
| 36   | 36   | 食べちゃいたいほど好き     | Hungry for Love                 | ローレンス・H・レヴィ                                                 | ブルース・ビルソン     | 12月23日         |
| 37   | 37   | 育児免許で正しい子育て     | License to Parent               | アンディ・グッドマン                                                  | ブルース・ビルソン     | 12月30日         |
| 38   | 34   | ベイビーはハロウィンが苦手 | Little Boy Boo                  | カーク・サッチャー                                                    | トム・トルボヴィッチ   | 1996年 1月6日    |
| 39   | 38   | 地球は丸かった             | Charlene's Flat World           | ティム・ドイル                                                        | マーク・ブラル         | 1月13日          |
| 40   | 39   | グレート・ハント           | Wilderness Weekend              | ピーター・オッコ アダム・バール                                       | トム・トルボヴィッチ   | 1月20日          |
| 41   | 43   | フライパンでバンバン       | Out of the Frying Pan           | ダヴァ・サヴェル                                                      | ブルース・ビルソン     | 1月27日          |
| 42   | 40   | 父と息子のデスマッチ       | The Son Also Rises              | デヴィッド・A・キャプラン ブライアン・ラパン                          | トム・トルボヴィッチ   | 2月3日           |
| 43   | 44   | 筋肉マンはもてもて         | Steroids to Heaven              | マーク・ドロップ                                                      | ブルース・ビルソン     | 2月10日          |
| 44   | 44   | こんな生活もういや！       | Honey, I Miss the Kids          | リチャード・マーカス                                                  | トム・トルボヴィッチ   | 2月17日          |
| 45   | 48   | 木になった男               | If I Were a Tree                | アンディ・グッドマン                                                  | ブルース・ビルソン     | 2月24日          |
| 46   | 49   | エイリアンの忠告           | We Are Not Alone                | ピーター・オッコ アダム・バール                                       | ジェフ・マクラッケン   | 3月2日           |
| 47   | 51   | 恐竜をあばく２             | The Clip Show II                | デヴィッド・A・キャプラン ブライアン・ラパン                          | トム・トルボヴィッチ   | 3月9日           |
| 48   | 46   | 沼地のブルース             | Swamp Music                     | マーク・ドロップ                                                      | トム・トルボヴィッチ   | 3月16日          |
| 49   | 50   | 生命あるものに愛を…        | Charlene and Her Amazing Humans | ダヴァ・サヴェル                                                      | ブルース・ビルソン     | 3月23日          |
| 50   | 42   | ロイとモニカの結婚         | Green Card                      | ティム・ドイル                                                        | マックス・タッシュ     | 3月30日          |
| 51   | 60   | ひとりぼっちの儀式         | Into the Woods                  | マーク・ドロップ                                                      | ブライアン・ヘンソン   | 4月6日           |
| 52   | 65   | 恋の匂いは こげタイヤ      | Scent of a Reptile              | アンディ・グッドマン                                                  | トム・トルボヴィッチ   | 4月13日          |
| 53   | 52   | ベッドの下のモンスター     | Monster Under the Bed           | ピーター・オッコ アダム・バール                                       | ブライアン・ヘンソン   | 4月20日          |
| 54   | 63   | ワーキングガール           | Working Girl                    | リッチ・タバッチ                                                      | トム・トルボヴィッチ   | 4月27日          |
| 55   | 53   | パパはスーパーヒーロー     | Earl, Don't Be A Hero           | デイビッド・A・キャプラン ブライアン・ラパン                          | マーク・ブラル         | 5月4日           |
| 56   | 57   | 恐怖の誕生日               | Terrible Twos                   | ティム・ドイル                                                        | ジェフ・マクラッケン   | 5月11日          |
| 57   | 54   | すべてはポテトから         | The Greatest Story Ever Sold    | ピーター・オッコ アダム・バール                                       | トム・トルボヴィッチ   | 5月18日          |
| 58   | 61   | 楽しいバケーション         | Variations on a Theme Park      | ジェーン・エスペンソン                                                | ジェフ・マクラッケン   | 5月25日          |
| 59   | 62   | しあわせのマグカップ       | Life in the Faust Lane          | マーク・ドロップ                                                      | トム・トルボヴィッチ   | 6月1日           |
| 60   | 56   | お札のプールでアップアップ | Earl's Big Jackpot              | ティム・ドイル                                                        | マーク・ブラル         | 6月8日           |
| 61   | 64   | 兄と妹 感動のデュエット    | Earl & Pearl                    | ティム・ドイル                                                        | トム・トルボヴィッチ   | 6月15日          |
| 62   | 59   | ぬいぐるみの正体は？！     | Georgie Must Die                | デイビッド・A・キャプラン ブライアン・ラパン                          | マーク・ブラル         | 6月22日          |
| 63   | 55   | エセルの同窓会             | Driving Miss Ethyl              | アダム・バール ティム・ドイル ジェーン・エスペンソン ピーター・オッコ | ジェフ・マクラッケン   | 6月29日          |
| 64   | 58   | 氷河期到来か？！           | Changing Nature                 | カーク・サッチャー                                                    | トム・トルボヴィッチ   | 7月6日           |

## スタッフ
- 製作総指揮 - マイケル・ジェイコブス、ブライアン・ハンソン
- プロデューサー - マイケル・ジェイコブス
- 撮影 - ロバート・シェーンハット
- 原作 - マイケル・ジェイコブス、ボブ・ヤング
- 制作 - ジム・ヘンソン・プロダクション

### 日本語版制作スタッフ
- 翻訳 - 岩本令、徐賀世子
- 演出 - 加藤敏、木村絵理子、伊達康将、阿部佳代子
- 歌唱指導 - 佐々木謙
- 訳詞 - 小寺陽子
- 録音製作 - 東北新社、NHKエンタープライズ21[23]
- 日本語版制作 - Disney Character Voices International, Inc.[24]

## 映像ソフト
- アメリカ

ウォルト・ディズニー・スタジオ・ホーム・エンターテイメントからVHS全3巻を1991年12月6日に発売、2006年5月2日にはシーズン1とシーズン2のエピソードを収録した2枚組のDVD-BOXが、2007年5月1日にはシーズン3とシーズン4のエピソードも収録した4枚組のDVD-BOXがリリースされた。いずれも、リージョン1でのみ再生できる。
- 日本

これまでのエピソードを選んで2話ずつ収録したVHSをブエナ ビスタ ジャパン（現在のウォルト・ディズニー・ジャパン）から1巻ずつ発売、レーザーディスクも1994年11月25日にパイオニアLDC（現NBCユニバーサル・エンターテイメントジャパン）から『ホリデイ・スペシャル』のみ発売。
| ビデオタイトル                      | 収録話数                                                                | 発売日         | 備考   |
| ----------------------------------- | ----------------------------------------------------------------------- | -------------- | ------ |
| VHS 第1巻『我らメガロサウルス！』   | 1話（1）『我らメガロザウルス！』 3話（-）『パパはおばあちゃんが苦手』   | 1994年6月17日  | [ 26 ] |
| VHS 第2巻『恐竜はつらいよ』         | 5話（5）『恐竜はつらいよ』 2話（2）『ダンスはすんだ！？』               | 1994年6月17日  |        |
| VHS 第3巻『ティラノがライバル』     | 4話（4）『ティラノがライバル』 10話（7）『おいしいともだち』            | 1994年6月17日  |        |
| VHS 第4巻『僕はスーパースター！？』 | 6話（9）『僕はスーパースター！？』 23話（22）『おばあちゃんの霊界旅行』 | 1994年6月17日  |        |
| VHS 第5巻『ホリデイ・スペシャル』   | 34話（38）『ベイビーはハロウィンが苦手』 17話（17）『冷蔵庫の暑い一日』 | 1994年6月17日  |        |
| LD『ホリデイ・スペシャル』          | 34話（38）『ベイビーはハロウィンが苦手』 17話（17）『冷蔵庫の暑い一日』 | 1994年11月25日 |        |

## ネット配信
2020年12月、アメリカのDisney+で2021年1月29日より配信されると発表された。日本語音声は一部の回を除いて追加されているが、配信されるかは不明。